# Hyppa ancocisconnensis
Hyppa ancocisconnensis är en fjärilsart som beskrevs av Morrison 1875. Hyppa ancocisconnensis ingår i släktet Hyppa och familjen nattflyn. Inga underarter finns listade i Catalogue of Life.